# Specijalna jedinica PU Splitsko-dalmatinska "BATT"
Specijalna jedinica PU Split "BATT" bila je postrojba posebne namjene hrvatske policije. Osnovana je 15. ožujka 1991. godine.
Osnovana je kao prva formacija oružanih snaga u županiji Splitsko-dalmatinskoj.

## Povijest
Nakon prvih višestranačkih izbora u Hrvatskoj, čije održavanje i čiji rezultati nisu bili po volji velikosrpskim krugovima, dio srpskog stanovništva nije prihvatio novu demokratski izabranu hrvatsku vlast. Uskoro dolazi do pobune dijela srpskog pučanstva na području koje operativno pokriva tadašnja PU Split. 
Te su okolnosti dovele da su diljem Hrvatske ožujka 1991. godine formirane Posebne postrojbe policije pri PU, a na osnovi naloga ondašnjeg ministra unutarnjih poslova kojom su sve policijske uprave dobile zadaću osnovati posebne jedinice policije, koje su poslije promijenile naziv u specijalne jedinice policije. Društveno-politička situacija nalagala je takav potez. Reakcije srpskog stanovništva i dijela JNA jasno su navodili na zaključak da će biti sukoba. Glede činjenice da Hrvatska nije imala vojsku, a zbog zakonskih ograničenja po kojima onda još nije imala niti mogućnost, pribjeglo se ono što je zakon dopuštao i davalo rješenje koje je nešto što je najbliže moguće vojsci. Stoga je su u sklopu policijskih uprava oformljene su elitne postrojbe specijalne jedinice policije. Prvotno su se borile protiv terorističkih skupina. Borbe su poslije prerasle u otvorene, frontalne sukobe.
Prvo postrojavanje bilo je 15. ožujka 1991. godine. Pripadnici Specijalne jedinice policije postrojili su se u streljani zgrade Policijske uprave Splitsko-dalmatinske. U sve su akcije kretali iz Vile Dalmacije.
Ubrzo nakon osnivanja postrojba je dobila ime, u čast četvorice pripadnika jedinice koji su prvi poginuli u Domovinskom ratu: Zorana Bočine, Kažimira Abramovića, Ivana Tomaša i Jakova Topića, prema početnim slovima prezimena.
Specijalci su se borili pod sloganom "Borbom do slobode".
Ratni zapovjednici splitskih specijalaca bili su Jozo Režić, Vlado Kalauz, Vinko Budiša i Danijel Krolo.
740 pripadnika ove postrojbe u Domovinskom ratu borilo se diljem Hrvatske. Poginulo je 11 pripadnika.

## Odlikovanja
- 2012.: Red Nikole Šubića Zrinskog za iskazano junaštvo pripadnika postrojbe u Domovinskom ratu[8]

## Spomen-obilježja
Na Velikom Bilu nalazi se spomen obilježje poginulom pripadniku Hrvoju Čovi.
Središnje spomen-obilježje nalazi se u bazi splitske Specijalne jedinice policije u Mravincima.
14. ožujka 2013. otkriveno je spomen-obilježje Velebitska stina. Na spomeniku je isklesano "OVA VELEBITSKA STINA POSTAVLJA SE KAO TRAJNI SPOMEN NA RATNE POBJEDNIKE, PRIPADNIKE SPECIJALNE JEDINICE POLICIJE "BATT" SPLIT KOJI SVOJOM NESEBIČNOŠĆU, HRABROŠĆU I VJEROM SUDJELOVAŠE U STVARANJU REPUBLIKE HRVATSKE".
Gradsko vijeće Grada Splita na sjednici 30. ožujka 2016. donilo je Rješenje o odobrenju postavljanja spomen-ploče Specijalnoj jedinici policije "BATT" u Splitu. Mjesto postavljanja je vila Dalmacija, pored ulaza u objekt MedILS. Izbor mjesta je taj jer je postrojba tu bila smještena za Domovinskog rata. Postavljanjem se obilježava 25 godina od osnutka postrojbe. Spomen-ploča od crnog granita veličine je 80 x 40 cm. Na lijevoj je strani ugraviran grb RH, a desno grb postrojbe. Ispod njih stoji tekst zlatnim slovima 

"S ovog mjesta 

iz svog ratnog sjedišta,

u obranu suvereniteta Republike 

Hrvatske polazila je specijalna

jedinica policije „BATT” Split

Osnovana je 15. ožujka 1991. godine

kao prva formacija oružanih snaga u
 
županiji Splitsko-dalmatinskoj

"

## Vanjske poveznice
- MUP, Specijalna policija  Arhivirana inačica izvorne stranice od 4. travnja 2015. (Wayback Machine)

- SJP Ris Kutina  Arhivirana inačica izvorne stranice od 5. ožujka 2016. (Wayback Machine)
- Obilježena 21.obljetnica osnutka Specijalne jedinice policije'Batt'  Arhivirana inačica izvorne stranice od 3. lipnja 2016. (Wayback Machine)
- Udruga specijalne policije BATT - Split, iz Domovinskog rata  Arhivirana inačica izvorne stranice od 20. siječnja 2016. (Wayback Machine) "Veterani mira" prilog o Udruzi na HTV-u 20. ožujka 2009.